# كشافة نيبال
جمعية كشافة نيبال (بالديوناكرية: नेपाल स्काउट) هي المنظمة الكشفية الوطنية في نيبال، تأسست في نيبال في عام 1952. أصبح عضوا في المنظمة العالمية للحركة الكشفية في عام 1969 وفي عام 1984 أصبحت عضوا في الجمعية العالمية للمرشدات وفتيات الكشافة.
بلغ عدد أعضاء المنظمة حوالي 19952 كشاف (اعتبارا من 2011)  و11962 مرشدة (اعتبارا من 2003).